# Unculabes crispus
Unculabes crispus är en mångfotingart som beskrevs av Ottis Robert Causey 1971. Unculabes crispus ingår i släktet Unculabes och familjen Rhachodesmidae. Inga underarter finns listade i Catalogue of Life.